# 40081 Rault
40081 Rault este o planetă minoră (asteroid), cu un diametru de 3,801 km, din centura de asteroizi. A fost descoperită pe 25 iunie 1998 la Caussols de OCA-DLR Asteroid Survey⁠(d). 
Obiectul prezintă o orbită caracterizată de o semiaxă mare de 2,6091649521194 UAi, o excentricitate de 0,095753809141798, o înclinație de 15,612673853859 ° în raport cu ecliptica.